# Flugunfall einer Sud Aviation Caravelle der TAC Colombia
Der Flugunfall einer Sud Aviation Caravelle der TAC Colombia (Transportes Aéreos del Cesar) ereignete sich am 21. Dezember 1980. Dabei stürzte eine Sud Aviation Caravelle VI-R der Fluggesellschaft TAC Colombia kurz nach dem Start vom Flughafen Riohacha ab. Bei dem Unfall kamen alle 70 Personen ums Leben. Allen Erkenntnissen zufolge hatte sich vor dem Unfall eine Explosion in der Luft ereignet.

## Maschine
Bei dem verunglückten Flugzeug handelte es sich um eine Sud Aviation Caravelle VI-R mit der Werknummer 165, die ihren Erstflug am 16. April 1963 absolviert hatte, ehe sie neun Tage später an die Iberia Líneas Aéreas de España ausgeliefert wurde, wo sie mit dem Luftfahrzeugkennzeichen EC-ATX zugelassen und auf den Namen Turina getauft wurde. Im Jahr 1973 war das Flugzeug an die Aviaco verleast. Die Maschine wurde dann im Februar 1976 an die TAC Colombia verkauft, wo sie das Kennzeichen HK-1810 erhielt.
Das zweistrahlige Schmalrumpfflugzeug war mit zwei Triebwerken des Typs Rolls-Royce Avon 533R ausgestattet. Der Flug war für die Maschine der erste seit 17 Monaten, in denen sie wegen umfangreicheren Instandhaltungsarbeiten außer Betrieb gewesen war.

## Besatzung, Passagiere und Fracht
Es war eine siebenköpfige Besatzung an Bord, bestehend aus Kapitän, Erstem Offizier, Flugingenieur und vier Flugbegleitern. Für den Flug nach Medellín hatten 63 Passagiere in der Maschine Platz genommen. Die Fracht bestand aus einer großen Menge Feuerwerkskörper.

## Flugverlauf
Der planmäßige Inlandsflug sollte zunächst vom Flughafen  Bogotá zum Flughafen Barranquilla und anschließend zum Flughafen Valledupar führen. Auf dem Flughafen Riohacha war ein dritter und auf dem Flughafen Olaya Herrera in Medellín ein vierter Zwischenstopp vorgesehen, bis die Maschine schließlich wieder zum Flughafen Bogotá zurückfliegen sollte. Die ersten drei Flugabschnitte bis zum Flughafen Riohacha wurden ohne besondere Zwischenfälle geflogen.

## Unfallhergang
Die Caravelle hob um 14:18 Uhr in Riohacha ab, um den Flugabschnitt nach Medellín zu fliegen. Fünf Minuten nach dem Start kam es zu einer Explosion, der Flugzeugrumpf geriet rechts hinten in Brand. Der Kapitän teilte der Flugsicherung mit, dass er versuchen wolle, die Maschine in einem Feld zu landen. Kurz darauf brach das Flugzeug auseinander, geriet außer Kontrolle und stürzte zu Boden. Dabei starben alle 70 Personen an Bord.

## Unfallursache
Es konnte nicht abschließend geklärt werden, ob die Explosion von einer Bombe verursacht worden war oder nicht. Unbestätigten Berichten zufolge habe sich vor dem Start ein anonymer Anrufer bei dem Vorstandsvorsitzenden der TAC Colombia in Riohacha gemeldet und mitgeteilt, dass es eine gute Idee wäre, den Flug der Maschine zu unterbrechen, da diese nie ihr Ziel erreichen würde. Die Möglichkeit, dass die Drogenmafia in den Fall verwickelt gewesen war, wurde in Betracht gezogen. Gleichzeitig transportierte die Maschine eine große Menge an Feuerwerkskörpern, die zum Absturz geführt haben könnten.